# Judy Geeson
Judith "Judy" Amanda Geeson, född 10 september 1948 i Arundel, West Sussex, är en brittisk skådespelerska.

## Rollista i urval
- 1967 – De upproriska
- 1968 – Brudar på hjärnan
- 1968 – Hammerhead
- 1968 – Storken på villovägar
- 1970 – John Shay avrättaren
- 1971 – Stryparen på Rillington Place
- 1975 – Brannigan
- 1975–1977 – Poldark (TV-serie)
- 1976 – Örnen har landat
- 1982 – Flykten mot frihet
- 1992–1999 – Galen i dig (TV-serie)
- 1996 – Den hårda skolan (TV-film)
- 2002 – Gilmore Girls (TV-serie)
- 2012 – The Lords of Salem
- 2015 – Grandma